# Paolo Borsellino
Paolo Borsellino (19. ledna 1940, Palermo – 19. července 1992, Palermo) byl italský prokurátor a bojovník proti italské mafii, spolupracovník Rocca Chinniciho a Giovanniho Falconeho.
Spolu s oběma zmíněnými stál na počátku tažení proti mafii v Itálii a všem jejím spolupracovníkům a ochráncům, což nakonec vedlo k rozbití tradičních struktur a vyšetřování a pádu více než stovky vrcholných politiků, včetně dvou premiérů.
Po zavraždění duchovního otce Chinniciho († 1983) začalo tažení proti mafii a byl nejbližším spolupracovníkem a přítelem Falconeho, který se ujal vedení. Poté, co byl zavražděn i Falcone († 23. května 1992), stanul v čele protimafiánského tažení on sám.
Necelé dva měsíce poté, 19. července 1992, bomba umístěná zabijáky mafie zničila jeho vůz a zabila jeho i pět policistů sloužících jako jeho ochranka.
Časopis Time je 13. listopadu 2006 spolu s Falconem vybral jako hrdiny posledních 60 let.

## Film
Život Paola Borsellina a jeho práce pro justici po boku jeho přítele Giovanniho Falconeho je zachycena ve filmu Falcone z roku 1999.